# Borovnik (Murter)
Borovnik je majhen nenaseljen otoček v Jadranskem morju, ki pripada Hrvaški.
Borovnik leži v Murterskem kanalu med otočkoma Ljutac in Bisago, od katere je oddaljen okoli 0,8 km Njegova površina meri 0,049 km2. Dolžina obalnega pasu je 0,86 km.